# شهرستان خیوسکی
شهرستان خیوسکی (به لاتین: Khivsky District) یک منطقهٔ مسکونی در روسیه است که در داغستان واقع شده‌است.